# 4198 Panthera
4198 Panthera este un asteroid din centura principală, descoperit pe 11 februarie 1983 de Norman Thomas.